# Villenauxe-la-Grande (tổng)
Tổng Villenauxe-la-Grande là một tổng của Pháp, nằm ở tỉnh Aube trong vùng Grand Est.

## Các đơn vị hành chính
Tổng Villenauxe-la-Grande bao gồm 7 xã:
- Barbuise
- Montpothier
- Périgny-la-Rose
- Plessis-Barbuise
- La Saulsotte
- La Villeneuve-au-Châtelot
- Villenauxe-la-Grande

## Hành chính
| Ngày bầu cử                      | Tên                  | Đảng          | Tư cách |
| -------------------------------- | -------------------- | ------------- | ------- |
| Dữ liệu trước năm 1979 không rõ. |                      |               |         |
| 1979-2004                        | Jean-Michel Chevrier |               |         |
| mars 2004                        | Christophe Dham      | Divers droite |         |